# Michel Bourlet
Michel Bourlet (Ans, 7 januari 1949) is een voormalig Belgisch advocaat en magistraat. Van 1984 tot 2007 was hij procureur des Konings te Neufchâteau. Hij werd in 1996 nationaal beroemd dankzij zijn inzet in het onderzoek naar de Zaak-Dutroux.

## Biografie

### Vroege carrière
Bourlet was de zoon van een advocaat. Hij studeerde fiscaal recht, maar werd als jonge stagiair aan de Luikse balie vrij snel benoemd tot substituut van de procureur des Konings. In maart 1984 werd hij op 35-jarige leeftijd procureur des Konings in Neufchâteau en meteen de jongste procureur van het land. Zijn eerste succesrijke zaak was het terugvinden van de ontvoerde politicus Guy Cudell in juni van datzelfde jaar. In zijn memoires verklaarde Bourlet dat hij zijn twijfels had over de geloofwaardigheid van deze ontvoering, maar hij het als niet meer dan een anekdote in zijn carrière zag.

### Zaak André Cools
De eerste nationale rechtszaak waarmee Bourlet te maken kreeg, was het onderzoek naar de moord op André Cools, die in 1991 had plaatsgevonden. Samen met onderzoeksrechter Jean-Michel Connerotte ontdekte hun speurdersteam een spoor naar Alain Van der Biest en ook de namen van diverse verdachte Italiaanse criminelen die bij de affaire betrokken zouden zijn. Maar alhoewel ze hun informatie doorstuurden naar het parket-generaal van Luik, gebeurde er maandenlang niets mee. Bourlet schreef hier later in zijn memoires over dat hij het gevoel had dat tussen 1992 en 1996 vooral de smeergeldaffaires rond het Agustaschandaal, Dassault ... binnen de Belgische socialistische partijen werden onderzocht, maar de eigenlijke moord op PS-politicus Cools niet voldoende. Toen Connerotte in 1992 Richard Taxquet, Pino Di Mauro en Silvio De Benedictis had gearresteerd op verdenking van betrokkenheid bij de moord op Cools, werden ze in Luik weer vrijgelaten. Het zou tot 1996 voor deze drie verdachten alsnog werden opgepakt en in 2004 werden veroordeeld.

### Zaak-Dutroux
Tijdens zijn onderzoek naar de ontvoering van miljardairszoon Anthony De Clerck vond hij en zijn speurdersteam langs het meer van Nisramont de villa terug waar de jongen werd gegijzeld. Maar Bourlets grootste verdienste bereikte hij tijdens het onderzoek naar de Zaak-Dutroux in 1996. Bourlet slaagde erin Marc Dutroux en zijn bende op te rollen en zijn jarenlang vermiste slachtoffers op te sporen. Bourlet werd legendarisch toen hij op 23 augustus 1996 in een rechtstreekse tv-uitzending van de RTBF fel reageerde op een uitspraak van barones Marie-France Botte. Zij was nogal sceptisch of alle prominente figuren wier schuld bewezen was daadwerkelijk vervolgd zouden worden. Bourlet reageerde hierop verontwaardigd: "Si on me laisse faire!" ("Als men mij laat begaan!") Bourlet en Jean-Marc Connerotte kregen van de Belgische bevolking enorm respect en lof vanwege hun onvoorwaardelijke inzet om de zaak op te lossen, ondanks alle tegenwerking van hogerhand. In zijn memoires verklaart Bourlet dat zijn telefoon jarenlang werd afgetapt om hem op een misstap te kunnen betrappen zodat hij van het onderzoek kon worden afgehaald. Toen Connerotte vanwege het spaghetti-arrest van de zaak werd weggehaald, ontstond er onder de Belgische bevolking publieke verontwaardiging, alhoewel het juridisch gezien volstrekt normaal was.

## Andere rechtszaken
Bourlet onderzocht ook de moord op Loubna Benaïssa, waardoor de dader, Patrick Derochette in 1997 kon worden gearresteerd.
In 2001 werd er in de buurt van Bourlets woning een vrouwenlijk teruggevonden. Het slachtoffer was Mananya Thumpong, die verkracht en vermoord was door Michel Fourniret. Bourlets en Connerottes onderzoek leidde uiteindelijk tot de arrestatie en veroordeling van Fourniret.

## Politiek
In september 2012 raakte bekend dat Bourlet kandidaat was voor de gemeenteraadsverkiezingen van 14 oktober 2012 in zijn woonplaats Paliseul. Hij stond op de 10e plaats op de lijst van de plaatselijke Ecolo. Hij werd niet verkozen, ondanks dat hij met 96 stemmen het beste resultaat van de hele lijst behaalde.

## Privé
In 2009 ging Bourlet met pensioen en een jaar later publiceerde hij zijn memoires onder de titel De jacht op de wolven. In dit boek levert hij zware kritiek op het Belgische gerecht en noemt zelfs namen.
Bourlet is gehuwd en heeft drie dochters. Hij woont in een opgeknapte watermolen in het Luxemburgse dorpje Nollevaux.

## Meer informatie
- BULTÉ, Annemie, "Humo sprak met Michel Bourlet", Humo, nr. 3440, 8 augustus 2006, blz. 20-25.
- BULTÉ, Annemie, "Vechten tegen misdaad én gerecht: de memoires van procureur Michel Bourlet", Humo, nr. 3625, 23 februari 2010, blz. 126-133.
- BOURLET, Michel, De Jacht op de Wolven, Uitgeverij Borgerhoff & Lamberigts, 2010.